# (34348) 2000 RF3
2000 RF3 (asteroide 34348) é um asteroide da cintura principal. Possui uma excentricidade de 0.10177350 e uma inclinação de 13.62570º.
Este asteroide foi descoberto no dia 1 de setembro de 2000 por LINEAR em Socorro.